# Municipio de Forward (condado de Allegheny)
El municipio de Forward (en inglés: Forward Township) es un municipio ubicado en el condado de Allegheny en el estado estadounidense de Pensilvania. En el año 2000 tenía una población de 3771 habitantes y una densidad poblacional de 76.9 personas por km².

## Geografía
El municipio de Forward se encuentra ubicado en las coordenadas 40°13′59″N 79°53′53″O / 40.23306, -79.89806.

## Demografía
Según la Oficina del Censo en 2000 los ingresos medios por hogar en la localidad eran de $40 918 y los ingresos medios por familia eran $45 774. Los hombres tenían unos ingresos medios de $34 375 frente a los $21 912 para las mujeres. La renta per cápita para la localidad era de $19 860. Alrededor del 12% de la población estaban por debajo del umbral de pobreza.